# منطقة الابتكار

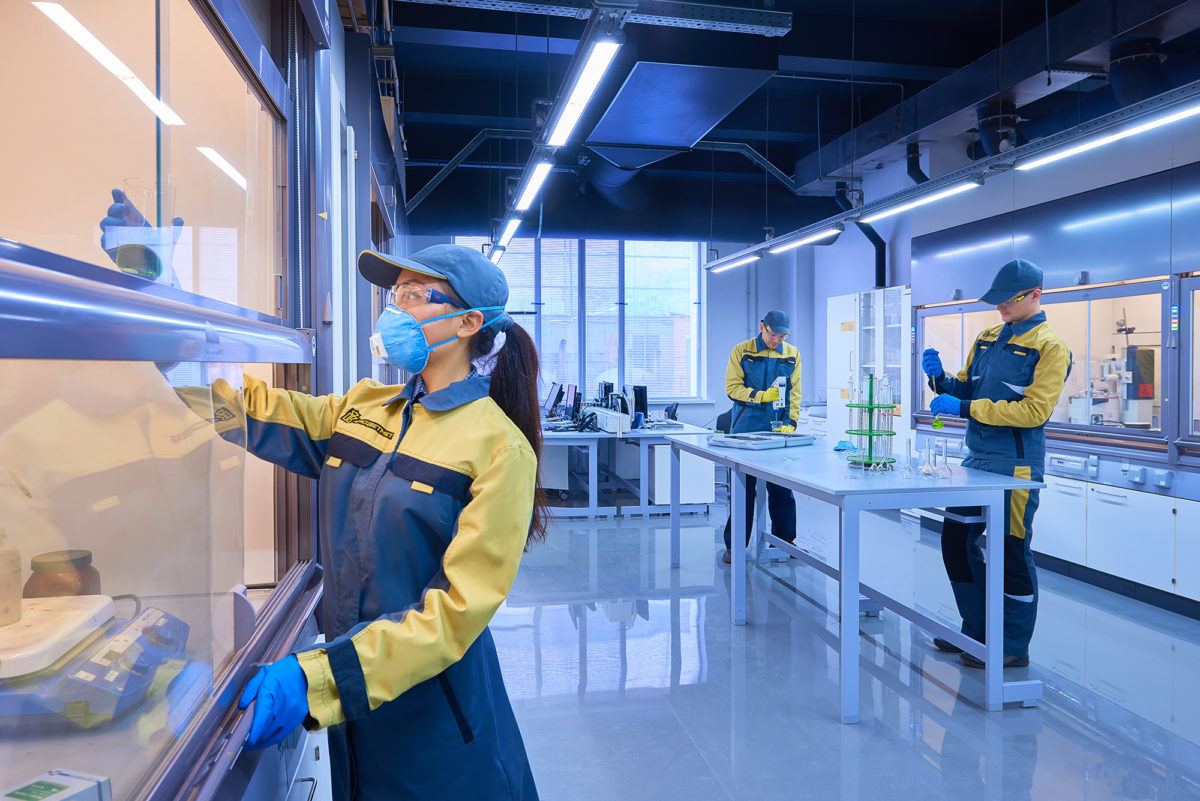
في أوائل الألفية الجديدة، بدأت المدن الأوروبية والأمريكية في تخصيص مناطق حصرية لغرض تجمع رواد الأعمال والشركات الناشئة

تُعد مناطق الابتكار (بالإنجليزية: Innovation districts)‏ مناطق جغرافية حضرية للابتكار، تطوّر فيها المؤسسات القوية في البحث والتطوير، والشركات والجهات الأخرى الخاصة استراتيجيات وحلولًا متكاملة لتطوير بيئات الابتكار النابضة بالحياة، ومناطق تجذب رواد الأعمال والشركات الناشئة وحاضنات الأعمال.
تختلف مناطق الابتكار عن المراكز العلمية، حيث تكون مدمجة بشكل فيزيائي وتستفيد من الكثافة ومستويات عالية من الوصول، وتوفر مزيجًا من الأنشطة بما في ذلك الإسكان والمكاتب ووسائل الراحة التي تخدم الحي.
تعكس هذه المناطق انخفاض الابتكار داخل المدن، وتُستخدم بشكل متزايد كوسيلة لإنعاش اقتصاد المدن ومناطقها الأوسع. وحتى عام 2019، كان هناك أكثر من 100 منطقة للابتكار حول العالم.
منذ الخمسينيات، اتبع تجمع رواد الأعمال نموذج وادي السيليكون من الطرق الضواحيّة ذات المراكز البحثية والحرم الجامعية الواسعة. في أواخر التسعينيات، بدأت شركات الإنترنت الناشئة والشركات الإبداعية تتجمع في أحياء وسط المدن مثل "سيليكون ألي" في نيويورك و"منطقة ميشن" في سان فرانسيسكو و"شوريدتش" في لندن و"سيليكون سانتييه" في باريس، بسبب مواقعها المركزية والميزات الحضرية الوفيرة والإيجارات المنخفضة.
في أوائل الألفية الجديدة، بدأت المدن الأوروبية والأمريكية في محاكاة هذه المناطق من خلال السياسات والتخطيط الحكومي، بتخصيص مناطق حصرية لغرض تجمع رواد الأعمال والشركات الناشئة ومفاعلات الأعمال والحاضنات.
هذه الأماكن سهلة الوصول عن طريق وسائل النقل العام، ومزودة بشبكة واي فاي عامة، وتدعم التطوير ذو الاستخدامات المختلطة، وتعزز التعاون وتبادل المعرفة.

## الأصول في أوروبا - برشلونة

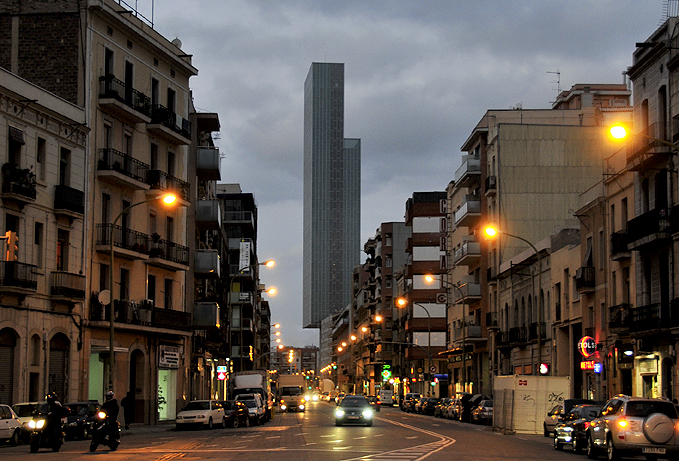
صورة لشارع بيري إيف في برشلونة

تُعتَبر برشلونة المسؤول الرئيسي عن إنشاء أول منطقة صناعي بمبادرته برشلونة 22@ بدأت المبادرة في عام 2000 في إعادة تطوير منطقة إل بوبلينو الصناعي في منطقة سانت مارتي في المدينة، والذي كان طويل الأمد قلب صناعي للمدينة ومركز إنتاج للنسيج والغذاء والنبيذ ومنتجات البناء والهياكل المعدنية. شهد منطقة إل بوبلينو إغلاق نحو 1300 مصنع بين عامي 1963 و1990 وترك بشكل كبير للتخلف.
أُتيحت فرصة أولمبياد برشلونة الصيفية لعام 1992 لجمع القادة الفكريين في المدينة لبدء صياغة خطة لإعادة تطوير منطقة إل بوبلينو. خلال السنوات السبع التالية، أنشئت مبادرات للنقل لربط هذه المنطقة المعزولة بأجزاء أكثر حيوية في برشلونة. في عام 1999، انتهي من هذا المشروع بإفتتاح شارع "أفينيدا دياجونال"، الذي ربط منطقة إل بوبلينو بمنطقة الأعمال في وسط المدينة.
في يوليو 2000، وافق مجلس بلدية برشلونة بالإجماع على خطة الماستر المعدلة الحضرية لإعادة تطوير منطقة إل بوبلينو. حمل المشروع اسم 22@، مما يمثل لعبة كلمات على الاسم السابق للتصنيف الحضري "22a" الذي كان يعني الاستخدام الحصري للمنطقة للإنتاج الصناعي. وفقًا لمجلس المدينة، "يعد مشروع 22@ إذنًا لاستعادة الرغبة الإنتاجية للمركز الاقتصادي القديم لمدينة برشلونة من أجل خلق نموذج جديد للمساحة الحضرية وفقًا لاحتياجات المجتمع الحالي القائم على المعرفة".

## مناطق الابتكار البارزة الأخرى

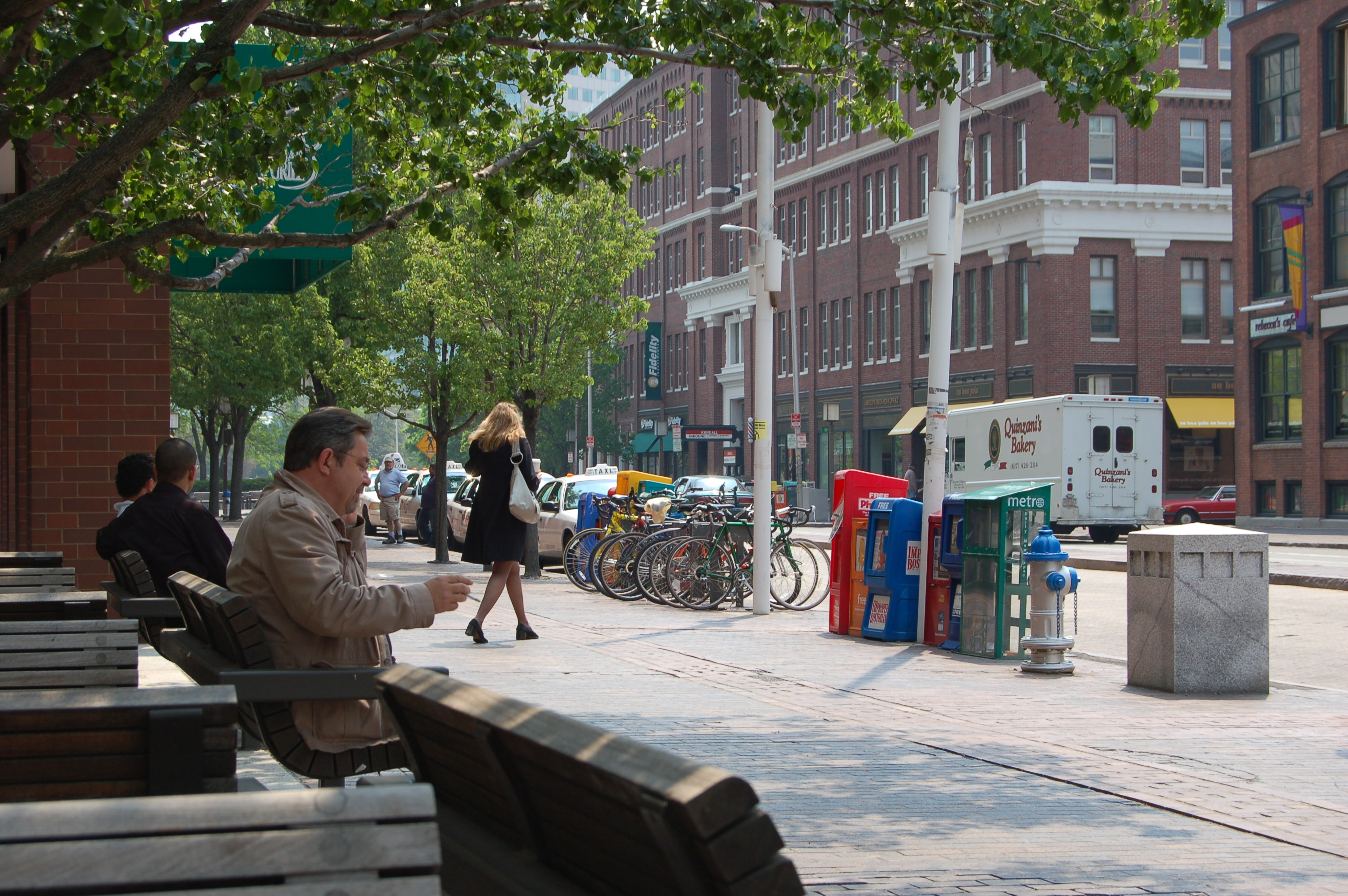
كيندال سكوير في مركز كامبريدج.

### كامبريدج(ميدان كيندال)
تقع منطقة كيندال سكوير للابتكار في محيط معهد ماساتشوستس للتكنولوجيا في كامبريدج، ماساتشوستس وعلى مقربة من جامعة هارفارد، ومستشفى ماساتشوستس العام وغيرها من المؤسسات البحثية الرائدة عالميًا. في الخمسينيات، بدأ معهد ماساتشوستس للتكنولوجيا في استخدام الأراضي التي تملكها الجامعة لصالح الشركات الخاصة المبتكرة، وتطوير شراكات مع المؤسسات المحلية لدعم التجارة في الأفكار النابعة من الجامعة. في العقود اللاحقة، بدأت شركات العلوم الحيوية والصيدلانية في التجمع في المنطقة. واليوم، يضم كيندال سكوير أكثر من 150 شركة في مجالات البيوتكنولوجيا وتقنية المعلومات والتكنولوجيا والطاقة النظيفة. تمتلك شركات مثل جوجل ومايكروسوفت وأمجين وبايوجين ونوفارتيس مكاتب كبيرة في كيندال سكوير. وأسست مئات الشركات الناشئة ومقرها في منطقة كيندال سكوير أيضًا. وحدث تطوير عقاري كبير في الآونة الأخيرة، حيث بُني حوالي 1000 وحدة سكنية جديدة في المنطقة منذ عام 2005.

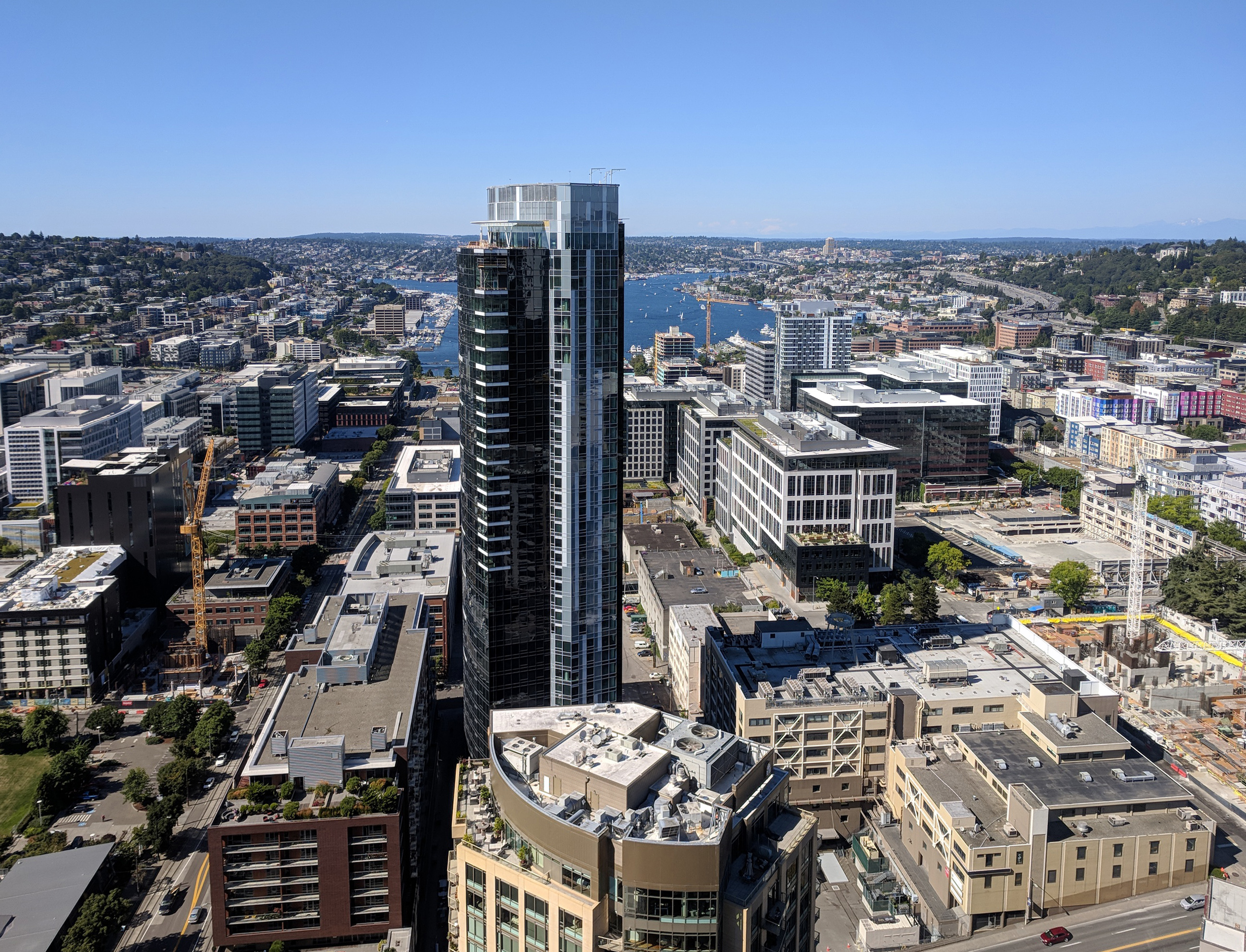
حي ساوث ليك يونيون

### سياتل(ساوث ليك يونيون)
تحول منطقة ساوث ليك يونيون في مدينة سياتل في أواخر العقد الثاني من القرن الحادي والعشرين من مجمع صناعي ذي ارتفاع منخفض إلى واحدة من أكثر مراكز الابتكار ازدهارًا في الولايات المتحدة. في بداية القرن العشرين وحتى منتصفه، كان ساوث ليك يونيون مركز تصنيع مزدهر لأكبر شركات ولاية واشنطن الصناعية. كانت شركات صناعة الأخشاب وبناء السفن وتصنيع الطائرات جميعها موجودة في منطقة ساوث ليك يونيون. ومع ذلك، شهدت ساوث ليك يونيون انخفاضًا كبيرًا في الأعمال التجارية والسكان في الثمانينيات والتسعينيات من القرن الماضي. ومع ذلك، ونتيجة لخطط التطوير الرئيسية من قبل شركة فولكان العقارية في بول ألين، أقنع الحي الشركات الرائدة في المنطقة ومراكز الأبحاث بالانتقال إلى ساوث ليك يونيون.

### مانشستر(ممر طريق أكسفورد)
يعد منطقة ممر طريق أكسفورد للابتكار منطقة مربعة بمساحة ميل مربع في جنوب وسط مدينة مانشستر حيث تتمركز جامعتي مانشستر ومانشستر متروبوليتان ومؤسسة مانشستر الجامعية لنظام الرعاية الصحية (NHS). تشرف هذه المؤسسات على المنطقة في إطار شراكة تأسست عام 2007 بجانب مجلس مدينة مانشستر [الإنجليزية] وشركة برونتوود.
في عام 2015، قامت وزارة الأعمال والطاقة والاستراتيجية الصناعية بدعوة الشركات المشتركة، التي تشكلت حول مواضيع جغرافية وتكنولوجية، للتقدم للمشاركة في عملية التدقيق العلمي والابتكاري. أبرز التدقيق العلمي والابتكاري لمنطقة مانشستر الكبرى وشرق تشيشاير في عام 2015 أن 50٪ من الأصول العلمية والابتكارية في المنطقة متمركزة في منطقة ممر طريق أكسفورد. واعترف بـ "القوى الأساسية" للمنطقة في الابتكار الصحي والمواد المتقدمة، و "فرص النمو السريع" التي تركز على الإمكانات المستقبلية للتكنولوجيا الرقمية والطاقة والتكنولوجيا الحيوية الصناعية.
في عام 2018، اعتمد مجلس مدينة مانشستر إطارًا مكانيًا استراتيجيًا لممر أكسفورد رود لتوجيه التطوير المستقبلي وحماية النظام الإيكولوجي الابتكاري الفريد في المنطقة.
يضم منطقة ممر طريق أكسفورد تركيزًا واسعًا من المؤسسات العامة والخاصة والأكاديمية والسريرية، ويولد 20٪ من القيمة المضافة الإجمالية لمانشستر ويوفر 79,000 وظيفة. كما يضم 50٪ من شركات العلوم الحيوية في مانشستر، و74,000 طالبًا بما في ذلك 16,220 طالبًا دوليًا، ويدرس 42٪ من جميع الطلاب التخصصات العلمية والتكنولوجية والهندسية. وقد استثمرت شركات العقارات برونتوود وبرونتوود سايتك بشكل كبير في الأصول في المنطقة، حيث استحوذت على مركز تكنولوجيا مانشستر في عام 2003 وطورت حديقة علوم مانشستر وسيتي لابز، التي حصلت كلتاهما على وضع منطقة المشاريع الحيوية، وكما يضم ساحة الدائرة أكثر من 35 شركة تقنية رقمية بما في ذلك مؤسسة هيوليت باكارد ونورثكودرز ومشروع بلير وتوتوت.

### سانت لويس (مجتمع ابتكار كورتكس)
يقع مجتمع كورتيكس للابتكار [الإنجليزية] في مدينة سانت لويس بولاية ميزوري في الولايات المتحدة الأمريكية، وهو أكبر مركز للابتكار في منطقة الغرب الأوسط. وقد أدى هذا المركز خلال 14 عامًا إلى إنشاء 3,800 وظيفة في مجال التكنولوجيا. وعند اكتمال بناء المركز بالكامل، من المتوقع أن يوّلد 13,000 وظيفة في المنطقة و$2 مليار في التنمية.

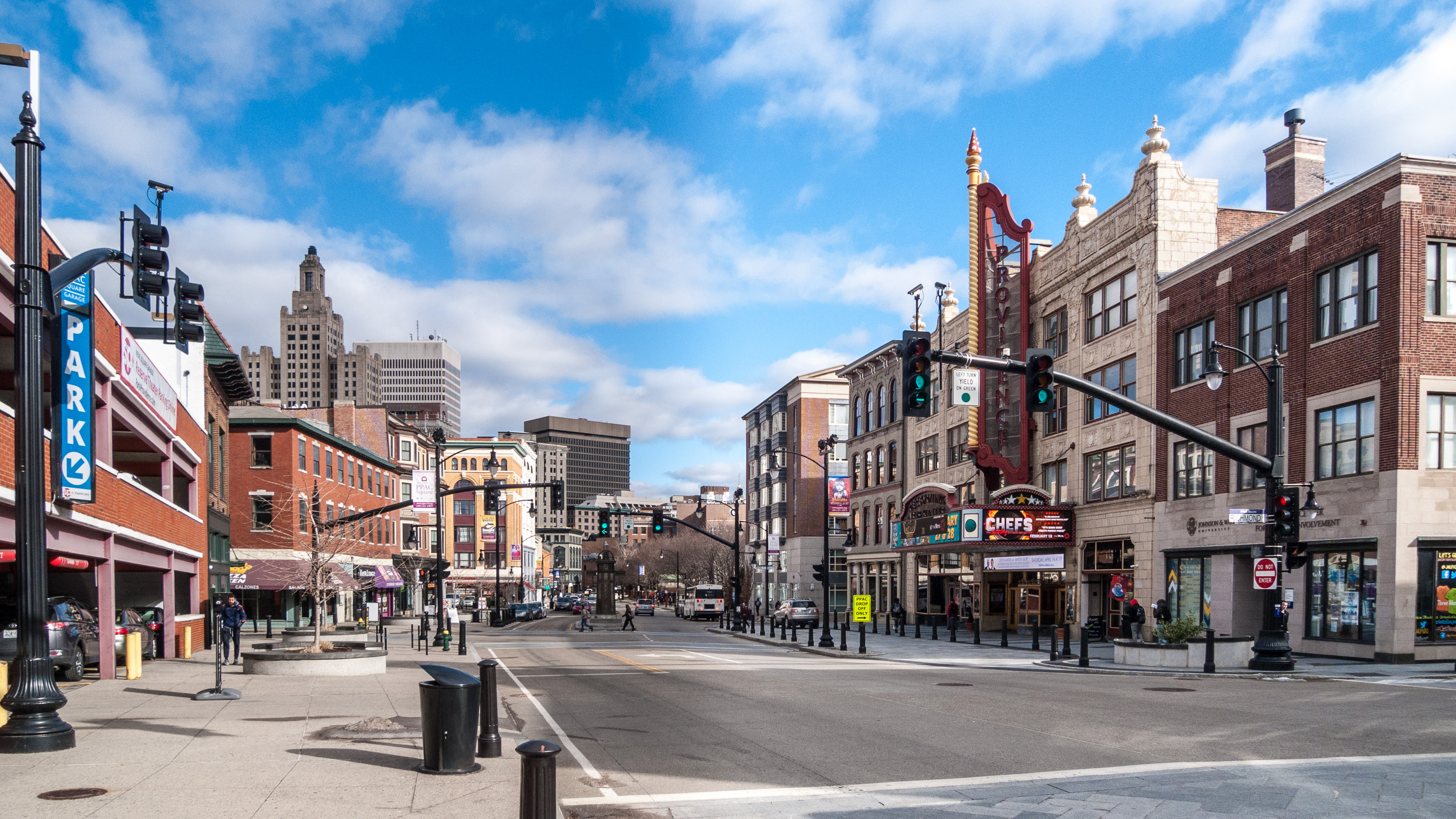
شارع ويبوسيت في مدينة بروفيدنس

### بروفيدنس (منطقة 195)
أنشئت منطقة 195 في مدينة بروفيدنس (رود آيلاند) الأمريكية عندما نُقل الطريق السريع المسمى "إنترستيت 195" وتم إطلاق 26 فدانًا من الأرض في وسط مدينة بروفيدنس للتطوير. انتقلت كلية الطب في جامعة براون إلى المنطقة من موقعها الأصلي في كوليج هيل في عام 2011. وانتقلت العديد من شركات العلوم الحيوية والتكنولوجيا والطاقة المستدامة إلى المنطقة بما في ذلك شركات جونسون آند جونسون وأورستد وبوسكاليس، بالإضافة إلى مرافق بحثية لمستشفى ولاية رود آيلاند القريب ومستشفى النساء والأطفال.
وطوّر مبنى مختبر بمساحة 200,000 قدم مربعة،وتخطط جامعة براون لإنشاء مركز بحوث العلوم الحيوية بمساحة 300,000 قدم مربعة. وأنشئت حديقة بمساحة 7 فدان ومحطة جديدة للحافلات السريعة وجسر مايكل إس. فان ليستن التذكاري في السنوات الأخيرة للمساهمة في النطاق العام للمنطقة.

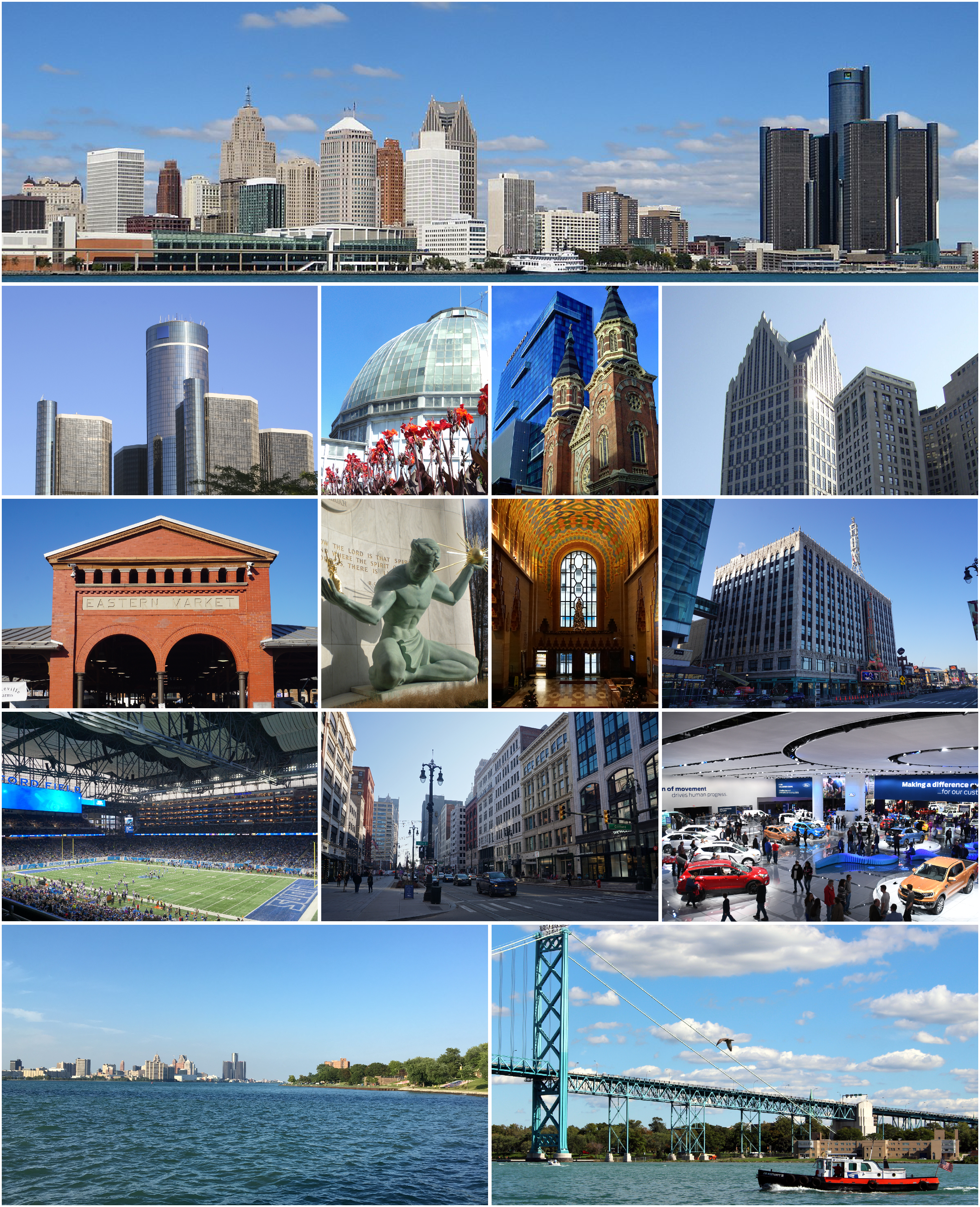
مناظر متنوعة من مدينة ديترويت

### ديترويت
تُعد منطقة الابتكار في ديترويت مبادرة متعددة القطاعات مكرسة للحد من تراجع الاقتصاد وفقدان السكان في المدينة من خلال جذب شركات التكنولوجيا إلى وسط مدينة ديترويت ومنطقة المدينة الوسطى.
في عام 2014، أنشأ رئيس البلدية مايك دوغان لجنة استشارية لحي الابتكار في ديترويت برئاسة نانسي شليشتنج، الرئيس التنفيذي لنظام صحة هنري فورد. خصصت المبادرة 4.3 أميال مربعة في وسط مدينة ديترويت لاستضافة حاضنات الأعمال الصغيرة وتدريب رواد الأعمال المحليين الطموحين وجذب المؤسسات الرئيسية إلى المنطقة. تشكل المنطقة 3.1٪ فقط من مساحة الأرض في المدينة، ولكنها تستضيف بالفعل 55٪ من وظائف المدينة و11٪ من جميع الشركات في ديترويت.

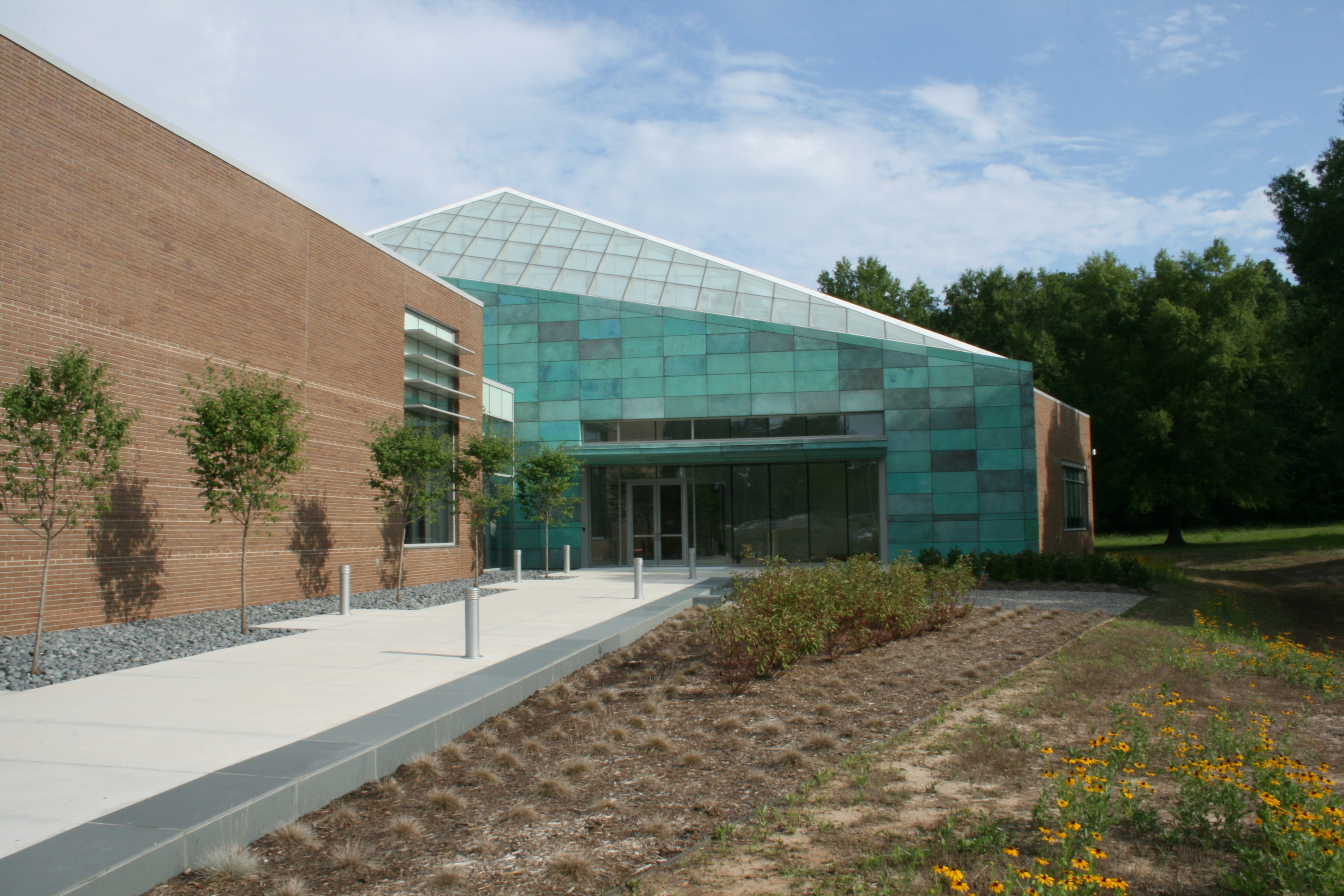
منظر جانبي لمنتزه مثلث البحوث

### رالي دورهام (منتزه مثلث البحوث)
تقع منطقة رالي-دورهام في ولاية كارولاينا الشمالية وهي موطن لواحدة من أكبر حدائق البحث في العالم وهي منتزه مثلث البحوث. وقد كانت الحديقة نموذجًا رائدًا في القرن العشرين للمراكز البحثية الفسيحة الموجودة في الممرات الضواحي. وتغطي المنطقة حاليًا مساحة 7000 فدان وتبلغ مساحة المباني فيها 22.5 مليون قدم مربعة. وتعمل أكثر من 190 شركة و 50,000 موظف في منتزه مثلث البحوث وتضم بعضًا من أكبر شركات التكنولوجيا الحيوية والصناعات الدوائية في العالم، بما في ذلك شركتي غلاكسو سميث كلاين وسيسكو.
في عام 2012، كشف قادة منتزه مثلث البحوث عن خطة رئيسية لإعادة ابتكار الموقع الجغرافي للحديقة. واعتبروا أن التخطيط الحالي ليس ملائمًا للتعاون والمنافسة وتبادل المعرفة، وأدركوا الحاجة إلى إعادة تطوير المكاتب وفقًا لتخطيط مماثل للحي الابتكاري. وستتمحور الخطة الرئيسية لمدة 50 عامًا حول موقع يبلغ مساحته 100 فدان في وسط منتزه مثلث البحوث الحالية لتشجيع مساحات العمل عالية الكثافة والسكن. وسيتم أيضًا تطوير نظام سكة حديدية للمترو الخفيف لربط الحديقة بوسط مدينتي دورهام ورالي.

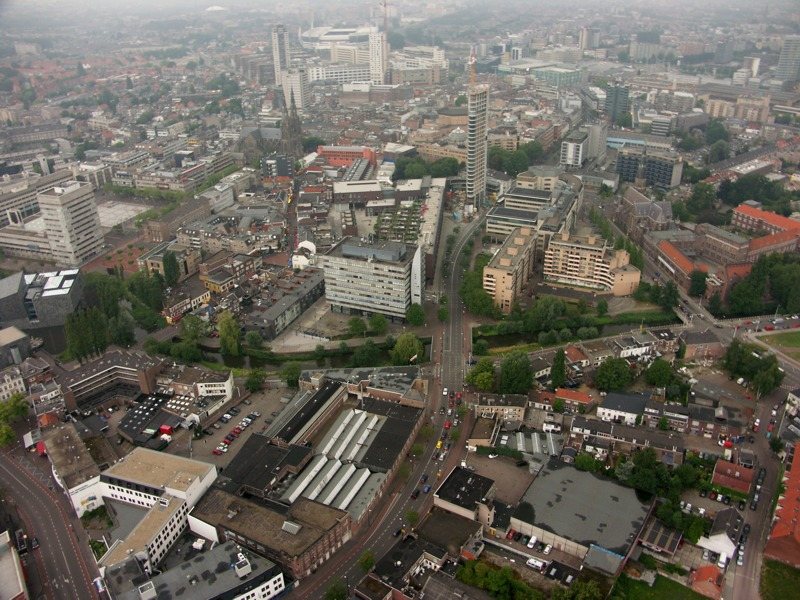
منظر من مدينة أيندهوفن

### أيندهوفن (حرم جامعي عالي التقنية أيندهوفن)
تقع "المدينة العالية للتكنولوجيا في إيندهوفن" في إيندهوفن، هولندا. وتأسست هذه المدينة العالية بواسطة شركة فيليبس، وكانت بالتالي مهدًا للعديد من منتجات فيليبس الناجحة، بالإضافة إلى عدد كبير من الشركات الناشئة في مجال التكنولوجيا العالية، بعضها أصبحت شركات رائدة بصنع معدات أصلية، مثل شركتي أيه. أس. أم. أل. القابضة وإن إكس بي. وفي عام 2003، فتحت المدينة العالية للشركات الأخرى، وفي عام 2012 بيعت إلى مجموعة من المستثمرين الخارجيين. وكانت النتيجة نمو كبير في عدد الشركات التكنولوجية العالية والمقيمين الآخرين - سواء كانوا كبارًا أو صغارًا. ولذلك، ووصفت "المدينة العالية للتكنولوجيا في إيندهوفن" باعتبارها واحدة من أفضل المواقع في العالم لتطوير الأنظمة والحلول التكنولوجية العالية.

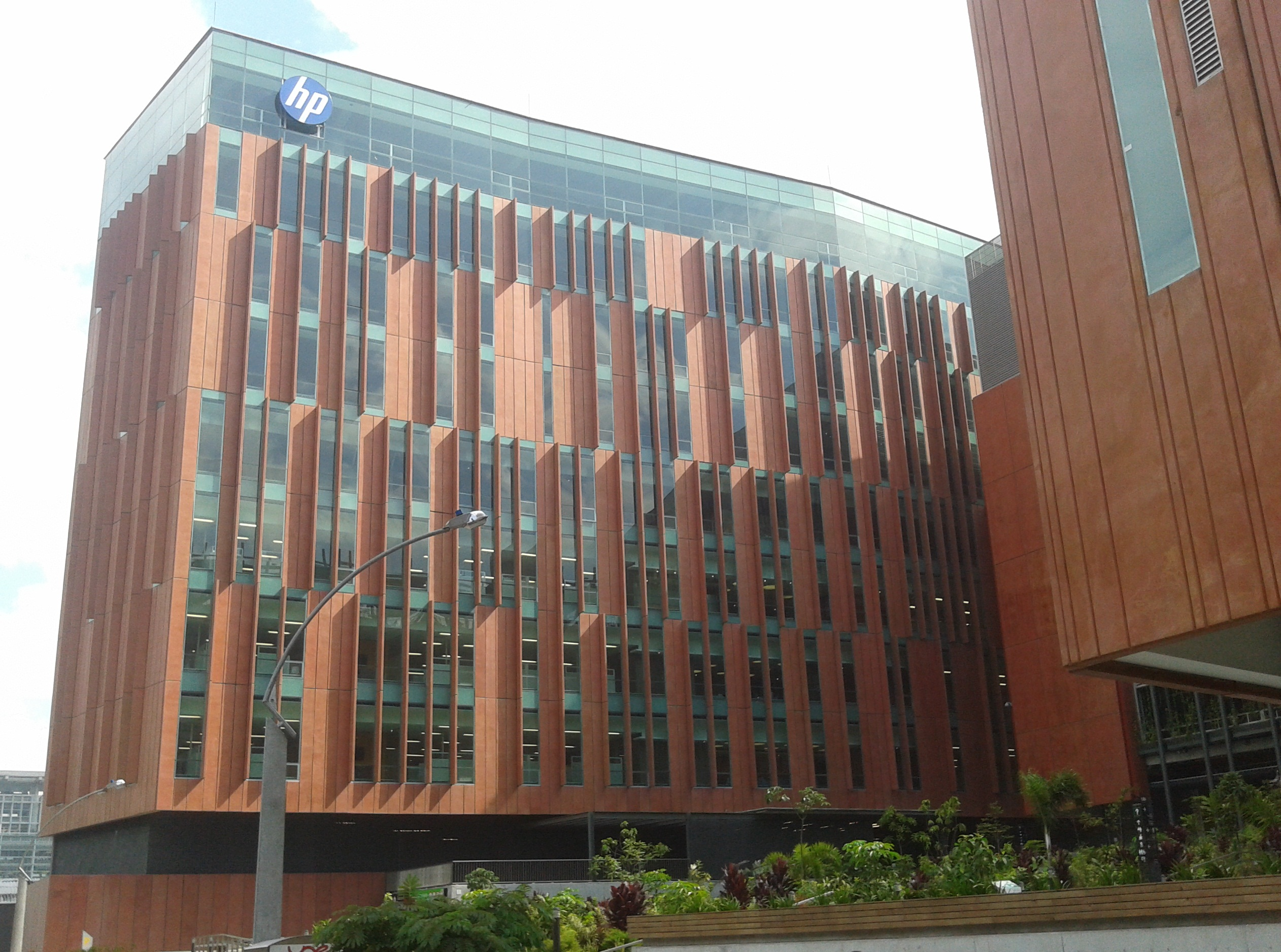
مجمع روتا إن، الواقع في حي سيفيا في مدينة ميديلين بجوار جامعة أنتيوكيا.

### ميديلين (حي الابتكار - روتا إن)
حي الابتكار في مدينة ميديلين هو مقترح لتحويل المدينة بشكل اجتماعي وحضري واقتصادي، والذي يسعى إلى تحويل شمال المدينة إلى نظام بيئي للابتكار يجمع بين المواطنين ورجال الأعمال والشركات والمؤسسات داخل اقتصاد المعرفة، حيث يشاركون في مشاريع مشتركة ويجعلون من ميديلين مركزًا للابتكار في العالم.

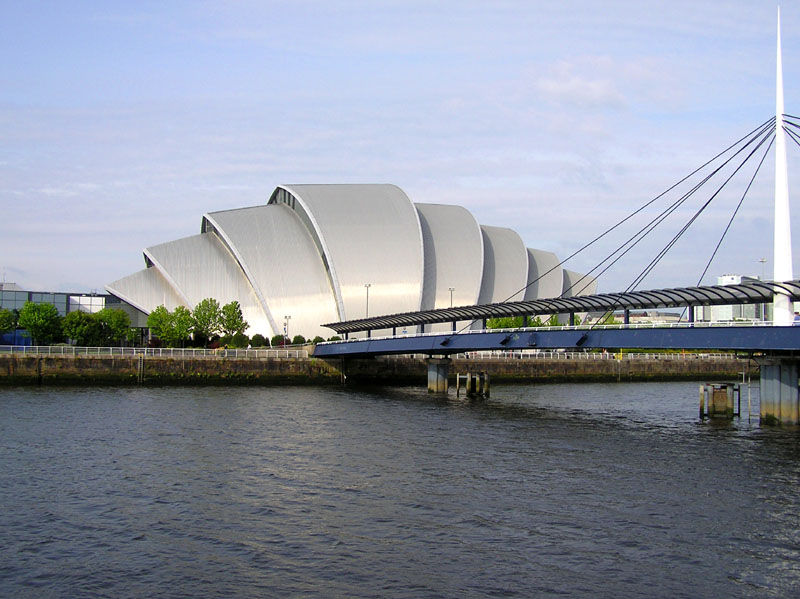
منظر من مدينة غلاسكو

### غلاسكو (منطقة الابتكار بمدينة غلاسكو)
تقع منطقة الابتكار في مدينة غلاسكو بأسكتلندا ويعد مركزًا عالميًا لريادة الأعمال والابتكار والتعاون. ويقع هذا الحي في وسط مدينة غلاسكو الرائعة وهو أول منطقة ابتكار في اسكتلندا. يضم منطقة الابتكار شركات ومؤسسات مبتكرة تأتي لتعزيز النمو الشامل وتحسين الإنتاجية وتطوير المواهب والبحوث والتكنولوجيا عالمية المستوى في بيئة "حيوية ومناسبة للعيش والعمل والاستمتاع والابتكار". يطور منطقة الابتكار مجموعة من المبادرات والبرامج الشاملة التي تدعم الابتكار بما في ذلك مهرجان غلاسكو للتكنولوجيا - أول مؤتمر تكنولوجي مخصص لغلاسكو، أول مركز لرويال أكاديمي للهندسة للمشاريع الناشئة في اسكتلندا، أول منطقة محايدة مناخياً وبرامج نمو الأعمال، بالإضافة إلى مركز شركاء إنسباير الذي يدعم رواد الأعمال والشركات الناشئة من جامعة ستراثكلايد ويعمل على تعزيز التعاون والابتكار والنجاح.

## الأبحاث الحديثة

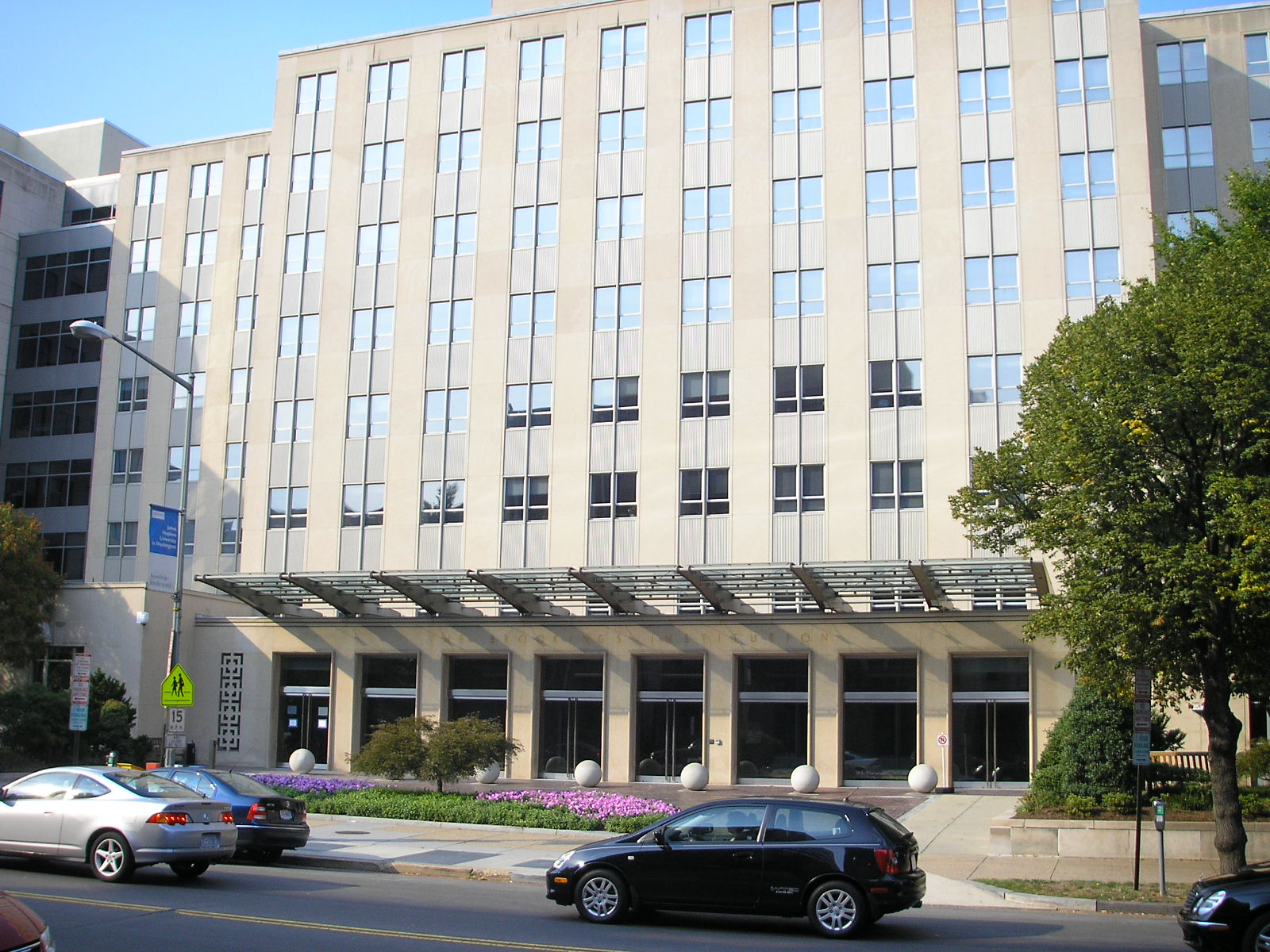
واجهة مبنى مؤسسة بروكينغز

تحلل العديد من المؤسسات الأكاديمية ومراكز البحوث نماذج مختلفة من حيوية الابتكار وتأثيرها على النمو الاقتصادي وخلق فرص العمل.
كتب بروس كاتز وجولي واجنر من مؤسسة بروكينغز "صعود حيوية الابتكار: جغرافيا جديدة للابتكار في أمريكا". في بحثهما، يصف كاتز وواجنر مكونات حيوية الابتكار الناجحة، والاتجاهات الاقتصادية والديموغرافية التي أدت إلى ظهورها، ويصفون مجموعة من النماذج التي ظهرت في مدن حول العالم. وقد كرّس كاتز أيضًا فصلاً لحيوية الابتكار في كتابه "الثورة الحضرية: كيف تقوم المدن والمناطق الحضرية بإصلاح سياساتنا المعطلة واقتصادنا الهش".
فريق بحث في قسم الدراسات الحضرية والتخطيط بجامعة معهد ماساتشوستس للتكنولوجيا، بقيادة دينيس فرنشمان، حدد تجمعات جغرافية متميزة للصناعات الإبداعية وعلوم الحياة والعلوم التطبيقية داخل مشاريع تطوير عقارات كبيرة الحجم. حدّدت باسم "مشاريع المدينة القرن الجديد"، وتتميز هذه التجمعات الابتكارية بـ "الدفع من خلال التعاون بين المؤسسات والصناعات المختلفة، والأنظمة المفتوحة للبحث والتطوير، والعمال الذين يمتلكون المواهب والمهارات المطلوبة في اقتصاد المعرفة المتصل".
لاحظ جورج بوجلياريلو من جامعة بوليتكنيك في نيويورك ظهور "منتزهات المعرفة الحضرية"، واختتم أن هذه الحدائق الحضرية تنشأ حول مؤسسة معرفية في المدينة، وتوفر مساحات عامة أو أماكن للأنشطة المجتمعية، وتتمتع بمستويات عالية من الكثافة.
كما دعم إد جلايسر، الاقتصادي الحضري بجامعة هارفارد، الاتجاهات التي تقود مناطق الابتكار، وخلص إلى أن "نمو التوظيف متوقع بشدة من خلال متوسط حجم المؤسسات الأصغر، سواء عبر المدن أو عبر الصناعات داخل المدن". على وجه التحديد، درس جلايسر تأثير زيادة بنسبة 10٪ في عدد الشركات لكل عامل في مدينة معينة وخلص إلى أن هذا مرتبط بزيادة بنسبة 9٪ في نمو العمالة في العقدين التاليين.
أدى الطلب المتزايد والحاجة إلى بحث أعمق موجه نحو الممارسة إلى تطوير المعهد العالمي لمناطق الابتكار، وهو منظمة بحثية مستقلة غير هادفة للربح. يشرح البحث الذي يقوده المعهد العالمي هذه الجغرافيا الناشئة في مجموعة متزايدة من الأبحاث بما في ذلك: "تطور مناطق الابتكار: الجغرافيا الجديدة للابتكار العالمي"، "هدم الجدران الحقيقية: نهج قائم على المكان إلى التعاون بين الجامعة والصناعة "، و" تحديد مواقع مناطق الابتكار كطريق للتعافي - خمس رؤى للحكومات الوطنية وحكومات الولايات. "

### نماذج مثبتة
يحدد بروس كاتز وجولي واجنر في تقريرهم لعام 2014 ثلاثة نماذج رئيسية لكيفية إنشاء حيوية الابتكار وهي:
1. أنكور بلس: يتميز هذا النموذج بجهود التنشيط / إعادة التطوير التي تركز على مؤسسة رائدة في المدينة. تلعب المؤسسة نفسها دورًا حيويًا في إعادة تطوير العقارات المحيطة إلى مواقع صديقة للابتكار وجاذبة لرواد الأعمال والشركات الناشئة والمواهب إلى المنطقة. وتشمل الأمثلة المكررة عن هذا النموذج كامبريدج، وميدان كيندال بولاية ماساتشوستس ومنطقة سانت لويس كورتيكس. وشكل معهد ماساتشوستس للتكنولوجيا بشكل كبير تطوّر كيندال سكوير وقادت جامعة واشنطن إعادة تطوير منطقة كورتيكس في سانت لويس.[1]
2. إعادة تخيل المناطق الحضرية: يركز أتباع هذا النموذج على جهود بناء منطقة ابتكار حول العقارات القديمة، على الأرجح في ضواحي المدينة. تقع مناطق الابتكار في المناطق الحضرية التي أعيد تصورها عادةً على طول الواجهات البحرية التاريخية التي كانت ذات يوم بمثابة مراكز تصنيع مزدهرة في القرن العشرين. ومن الشائع أن ترافق الاستثمارات الكبيرة في النقل العام هذا النموذج من أجل إعادة ربط هذا الجزء الذي كان مزدهرًا من المدينة بسكان وسط المدينة. تشمل الأمثلة على هذا النموذج منطقة الابتكار في بوسطن (أعيد تطوير واجهة ساوث بوسطن البحرية)، ومشروع 22@ في برشلونة (حي بوبلينو المعاد تطويره) وساوث ليك يونيون في سياتل.[1]
3. منتزه العلوم الحضرية: يتميز هذا النموذج بإعادة تخيل مناطق الضواحي أو الضواحي إلى مناطق جغرافية منعزلة وأقل انتشارًا. ومن الأمثلة على هذا النموذج منتزة مثلث البحوث في رالي دورهام، والذي كان واحداً من مراكز البحث البارزة في الثمانينيات والتسعينيات. ومع ذلك، في نوفمبر 2012، كشف قادة منتمنتزة مثلث البحوثزة مثلث البحوث عن خطة رئيسية لإعادة تطوير المنطقة لجذب المزيد من أماكن المعيشة والعمل القريبة، وتعزيز المساحات المادية التي تشجع "الاصطدامات العشوائية" والابتكار المفتوح.[1]

### التحسين
من بين الانتقادات التي وجهت لأحياء الابتكار، كان من أبرزها مسألة الاستطباق والتطوير غير المتوازن، ممّا دفع مؤسسة بروكينغز إلى كتابة مقال حول السؤال "هل يعني الابتكار التجمع الحضري؟". وفي تحليلها لمدينة فيلادلفيا - وهي إحدى المدن التي تضم أقدم أحياء الابتكار في الولايات المتحدة - توصلت في إعمالها إلى هذا الاستنتاج: "في فيلادلفيا، كما في معظم المدن، ليس التجمع الحضري الذي يوسع الفجوة بين الأشخاص والمجتمعات الناجحة في هذا الاقتصاد وأولئك الذين ليسوا كذلك: إنه ارتفاع الفقر المركزي".
| ”                        | الاستطباق باللغة العربية يعني انتِقالُ سَراةِ القَوم إلى الحيِّ القديم في المدينة وإعمارُه ورفعُ مُستواه اجتماعيّاً. | “ |
| —معجم مكتبة لبنان ناشرون | |   |

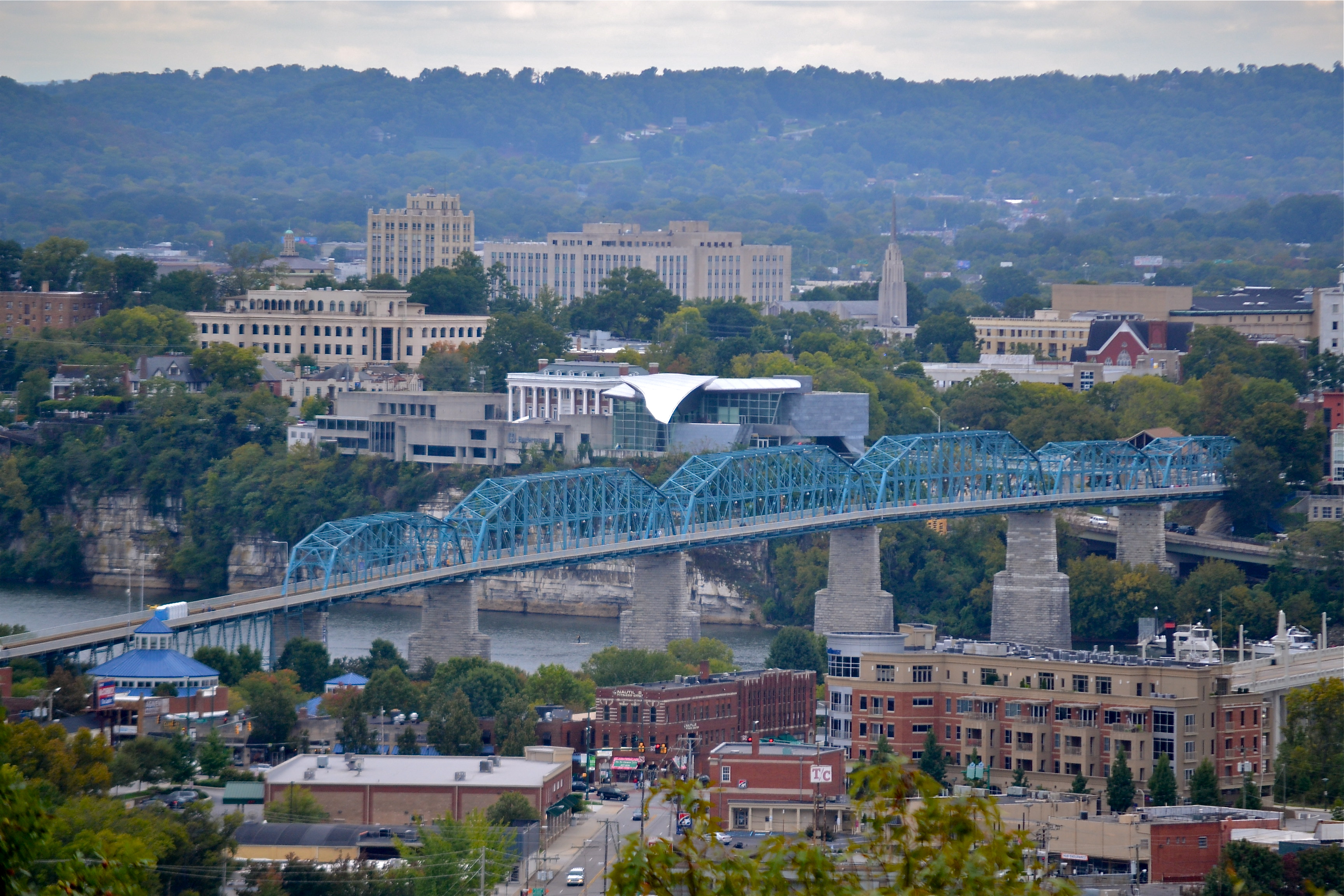
منظر من مدينة تشاتانوغا

يهيمن خوف الاستبدال، الذي يسيطر على النقاش حول التجديد الحضري، على مناقشة النهج التقدمي الحقيقي لتوزيع فوائد استراتيجيات إعادة تطوير المدن. يمكن أن تجلب استراتيجيات التنمية الحضرية القائمة على المكان والمعرفة، مثل منطقة الابتكار، بالمقارنة مع برامج التجديد الحضري التقليدية التي تقودها رؤوس الأموال، فوائد إضافية مثل تعزيز القدرات الابتكارية والعلامات التجارية للأطراف المحلية والتي يمكن توزيعها بطريقة أكثر تقدمًا.
في منطقة الابتكار في تشاتانوغا، يمكن إعادة تجميع الاستراتيجيات التي تُنفذ للحد من العوامل الخارجية السلبية لاقتصاد المعرفة في ثلاث فئات رئيسية: الاجتماعية - الاقتصادية، والحضرية، والإسكان. تشير الاستراتيجية الاجتماعية والاقتصادية إلى تعزيز ريادة الأعمال للفئات الممثلة تمثيلاً ناقصًا في مجتمع ريادة الأعمال من خلال برامج، مثل التوجيه والتدريب والوصول إلى رأس المال الأولي والمساعدة في تنظيم المشاريع. تتضمن الاستراتيجية الاجتماعية والاقتصادية أيضًا التدريب الرقمي وتعليم STEAM لسد الفجوات الرقمية والتكنولوجية داخل سكان المدينة، من خلال برامج تستهدف الأطفال الصغار، والمجتمعات منخفضة الدخل، والعاطلين عن العمل والعاطلين عن العمل. تشير الإستراتيجية الحضرية إلى خطة عمل لجعل وسط المدينة مكانًا ممتعًا ومرحبًا للجميع، من خلال صناعة الأماكن، وإنشاء الحدائق والممرات، والمناسبات. والأهم من ذلك، أنها تهدف إلى تشكيل البرامج بوعي لمنح المجموعات الأقل تمثيلًا إحساسًا بملكية منطقة الابتكار. تشير استراتيجية الإسكان إلى إنشاء مساكن ميسورة التكلفة. في حالة مدينة تشاتانوجا، تتم متابعة هذا النهج من خلال إعفاءات ضريبية على العقارات للمطورين العقاريين ومن خلال منظمة غير هادفة للربح وهي "مؤسسة منطقة تشاتانوجا".
في النهاية، فإن قدرة الأحياء على تعزيز الابتكار والنمو العادل يتطلب بالفعل قيادة واعية وعميقة الصلة بالموضوع. تناقش شبكة الأحياء العالمية للابتكار - وهي مجموعة تضم 23 حيًا حول العالم - كيفية تنظيم وتصميم أفضل أنواع الاستراتيجيات المتكاملة التي تحتاج إلى التقدم بالنمو العادل في مواجهة التفاوتات المتزايدة. وكما تتطور حيوية الابتكار، فإنها تطور مقترح قيمة أعمق وأكثر تأثيرًا، والذي يشمل تنمية المهارات والمواهب في المجتمعات المحلية.

## اقرأ أيضا
- نفقات الطاقة التراكمية